# Adalbert Duschek
Adalbert Duschek (Mödling, 2 de outubro de 1895 — Viena, 7 de junho de 1957) foi um matemático austríaco.

## Obras
- Vorlesungen über höhere Mathematik, 4 Volumes, Springer 1949, 3ª Edição 1960
- com August Hochrainer: Grundzüge der Tensorrechnung in analytischer Darstellung, 3 Volumes, Springer, 1946, 4ª Edição 1961 (Vol. 1 Tensoralgebra, Vol. 2 Tensoranalysis, Vol. 3 Anwendungen in Physik und Technik)